# Cari Read
Cari Read (ur. 4 września 1970 w Edmonton) – kanadyjska pływaczka synchroniczna, wicemistrzyni olimpijska.
Na pływackich mistrzostwach świata rozgrywanych w 1991 i 1994 oraz na igrzyskach panamerykańskich rozgrywanych w 1995 roku zdobyła tytuły wicemistrzyni w konkurencji drużyn. W 1996 uczestniczyła w igrzyskach olimpijskich w Atlancie, gdzie udało się zdobyć razem z innymi koleżankami z kadry srebrny medal (Kanadyjki uzyskały ostatecznie rezultat 98,367 pkt).